# Symfonie nr. 4 (Hanson)
Howard Hanson componeerde zijn Symfonie nr. 4 opus 34 "Requiem" in 1943 naar aanleiding van het overlijden van zijn vader.
Hanson was een diep gelovig man en koos voor deze symfonie vier traditionele delen van een requiem:
1. Kyrie (Andante inquieto);
2. Requiescat (Largo) ;
3. Dies Irae (Presto)
4. Lux Aeterna (Largo pastorale).

Hanson stond op het hoogtepunt van zijn muzikale carrière en dat is goed terug te horen in deze symfonie. De instrumentatie is volledig op elkaar afgestemd; melodieën zijn volledig uitgewerkt. Gecomponeerd in 1943 kan het ondanks het tijdsgewricht geclassificeerd worden als een romantische symfonietamelijk uitzonderlijk in de Amerikaanse klassieke muziek van die periode; collega-componisten waren al lang bezig met de nieuwe stromingen die vanuit Europa overwaaiden; Hanson bleef bij zijn eigen stijl, laat-romantische muziek. Het is te horen dat de muziek is afgestemd op het Boston Symphony Orchestra, dat de première uitvoerde, onder leiding van de componist op 3 december 1943.
Het requiem is juist gestructureerd als een symfonie; deel (1) de opening met de thema’s; deel (2) het langzame deel; deel (3) het scherzo; deel (4) een pastorale waarin alles terugkeert.
De symfonie bleek zijn Magnum opus; in 1944 kreeg Hanson voor dit werk de Pulitzer-prijs; het was het eerste werk dat deze onderscheiding kreeg in de rubriek muziek.

## Bron en discografie
- Uitgave Delos International 3105; Seattle Symphony o.l.v. Gerard Schwarz.